# Johnny Douglas
Pour les articles homonymes, voir John Douglas et Douglas.

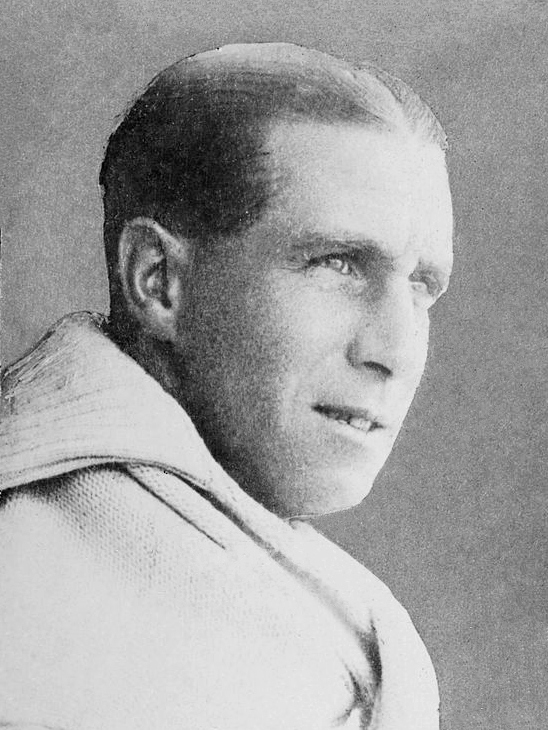

John William Henry Tyler Douglas, communément appelé Johnny Douglas, est un joueur de cricket international et un boxeur anglais amateur né le 3 septembre 1882 à Stoke Newington en Londres au Royaume-Uni et mort noyé le 19 décembre 1930 au large de l'île de Læsø au Danemark. Champion olympique de boxe en catégorie poids moyens en 1908, il dispute vingt-trois combats internationaux de Test cricket avec l'équipe d'Angleterre entre 1911 et 1925 et en est capitaine à dix-huit reprises.

## Principales équipes
- Essex de 1901 à 1928
- London County de 1903 à 1904
- Marylebone Cricket Club de 1906-07 à 1930

## Palmarès et distinctions
- Champion olympique de boxe dans la catégorie poids moyens en 1908
- Un des cinq Wisden Cricketers of the Year de l'année 1915

## Sélections
- 23 sélections en Test cricket avec l'équipe d'Angleterre entre 1911 et 1925.
  - 18 fois capitaine (1911 - 1914, 1920 - 1921, 1924), 8 victoires, 2 draw, 8 défaites[1]